# Amphisbaena bolivica
Amphisbaena bolivica este o specie de reptile din genul Amphisbaena, familia Amphisbaenidae, ordinul Squamata, descrisă de Mertens în anul 1929. Conform Catalogue of Life specia Amphisbaena bolivica nu are subspecii cunoscute.